# Bismarck (film, 1914)
Pour les articles homonymes, voir Bismarck.
Pour plus de détails, voir Fiche technique et Distribution.
Bismarck est un film allemand réalisé par Richard Schott, Gustav Trautschold (de) et William Wauer, sorti en 1914.
Ce film muet en noir et blanc décrit la vie de l'homme d'État prussien Otto von Bismarck (1815–1898), premier chancelier du nouvel Empire allemand de 1871 à 1890.

## Fiche technique
- Titre original : Bismarck
- Pays d'origine :  Empire allemand
- Année : 1914
- Réalisation : Richard Schott, Gustav Trautschold (de) et William Wauer
- Scénario : Richard Schott
- Directeur de la photographie : Paul Adler
- Musique : Ferdinand Hummel (en)
- Société de production : Franz Vogel (en) pour Eiko-Film (Berlin)
- Langue : allemand
- Genre : historique / biographique
- Format : Muet - Noir et blanc - 1,33:1 - 35 mm
- Longueur de pellicule : 1 853 m (6 actes)[1]
- Durée : 105 minutes[1]
- Date de sortie :
  -  Empire allemand : 7 février 1914 (Berlin)
  -  Empire du Japon : 1925
- Autres titres connus :
  -  Empire allemand : Bismarck, der eiserne Kanzler

## Distribution
- Franz Ludwig (en) : Bismarck
- Anna Ludwig
- Paul Passarge
- Hanni Reinwald (en)

## Autour du film
Dans la version censurée, la scène dans laquelle Bismarck embrasse la main du tsar russe fut supprimée.